# Вірменія на Дитячому пісенному конкурсі Євробачення
Дебют Вірменії на Дитячому пісенному конкурсі Євробачення відбувся у 2007 році. У перший рік участі країні вдалося досягти другого місця на конкурсі з піснею «Erazanq», яку виконав гурт Arevik. У 2010 році Володимир Арзуманян з піснею «Mama» здобув першу перемогу Вірменії. У 2020 році країна офіційно підтвердила свою участь, проте пізніше відмовилася від конкурсу. Після повернення у 2021 році Вірменія здобула свою другу перемогу на Дитячому Євробаченні завдяки пісні «Qami Qami» у виконанні співачки Maléna.
Країна двічі ставала господаркою Дитячого Євробачення, а саме у 2011 та 2022 роках. Обидва конкурси відбулися в Єревані.
Вірменія є однією з найуспішніших країн на Дитячому пісенному конкурсі Євробачення. Країна має дві перемоги, п'ять других місць та три — третіх. Окрім цього, країна ніколи не здобувала позиції за межами десятки найкращих.

## Історія

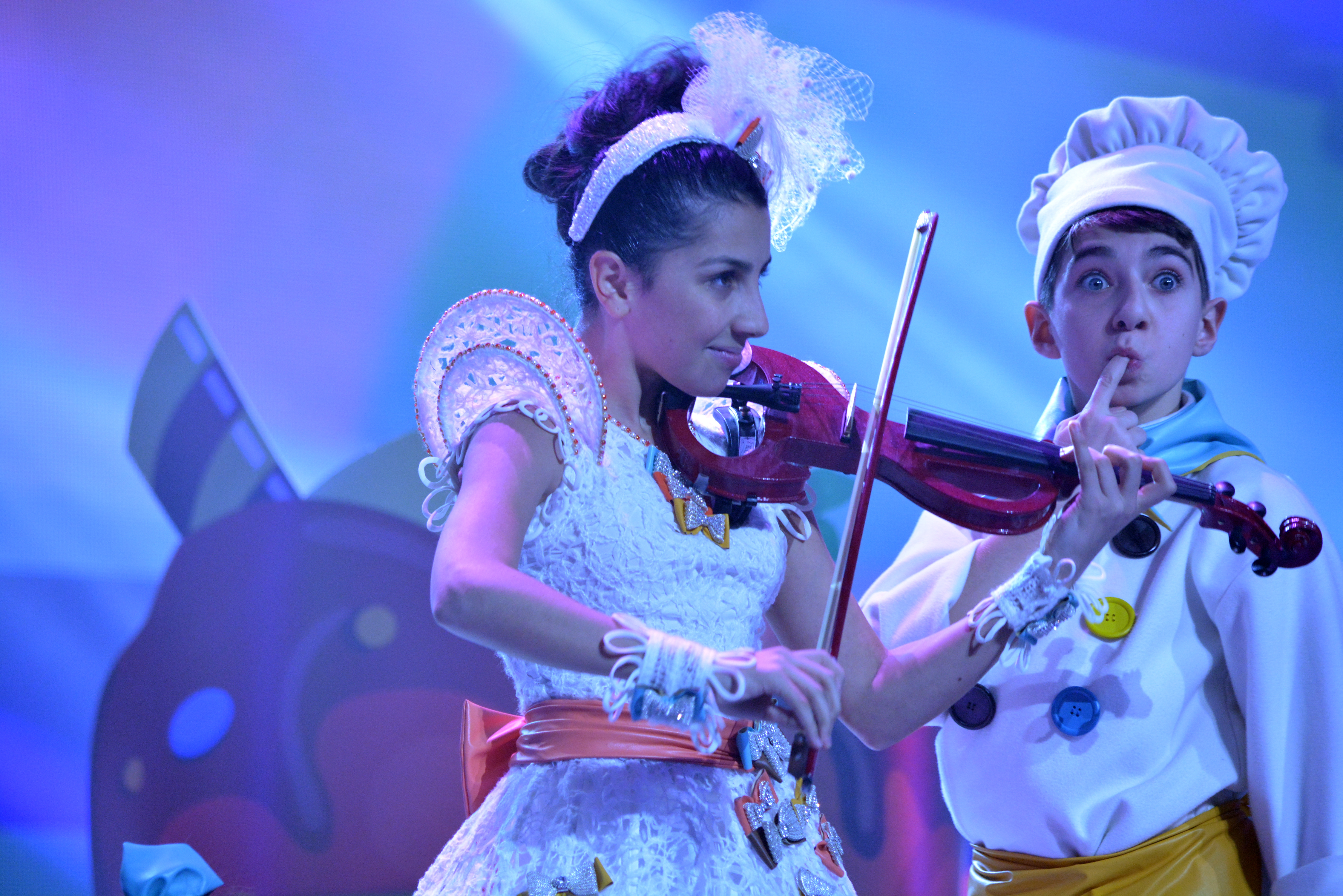
Моніка в Києві (2013)

Вірменія почала свою участь у Дитячому Євробаченні зі «срібла», коли гурт Arevik посів 2 місце зі 136 балами на конкурсі 2007 року в Роттердамі. Тоді країна поступилася Білорусі, яка здобула першість, лише 1 балом.
На Дитячому Євробаченні 2008 Вірменія посіла 8 місце, 2009 — друге, а вже 2010 року здобула свою першу перемогу завдяки Володимиру Арзуманяну, який виконав пісню «Mama». Після цього Вірменія стала господаркою конкурсу 2011 року, який пройшов у Єревані.

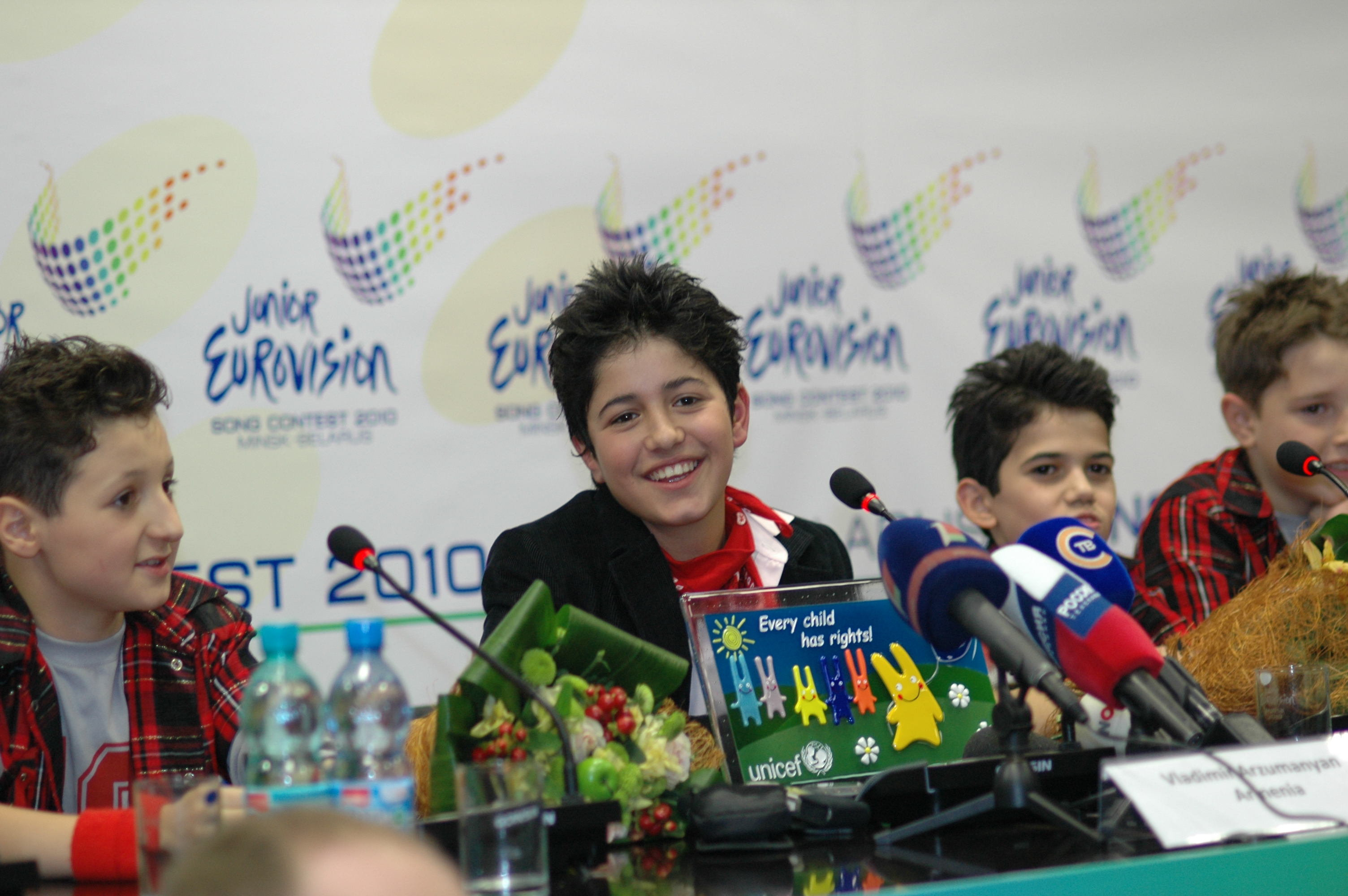
Володимир Арзуманян в Мінську (2010)

У період 2011—2019 років країна здобувала низку високих позицій:
- двічі поспіль посідала 2 місце (2015, 2016)
- двічі — 3 місця (2012, 2014)
- одне 5 місце (2011)
- два 6 місця (2013, 2017)
- та двічі поспіль посідала 9 місце (2018, 2019).L.E.V.O.N в Мінську (2018)

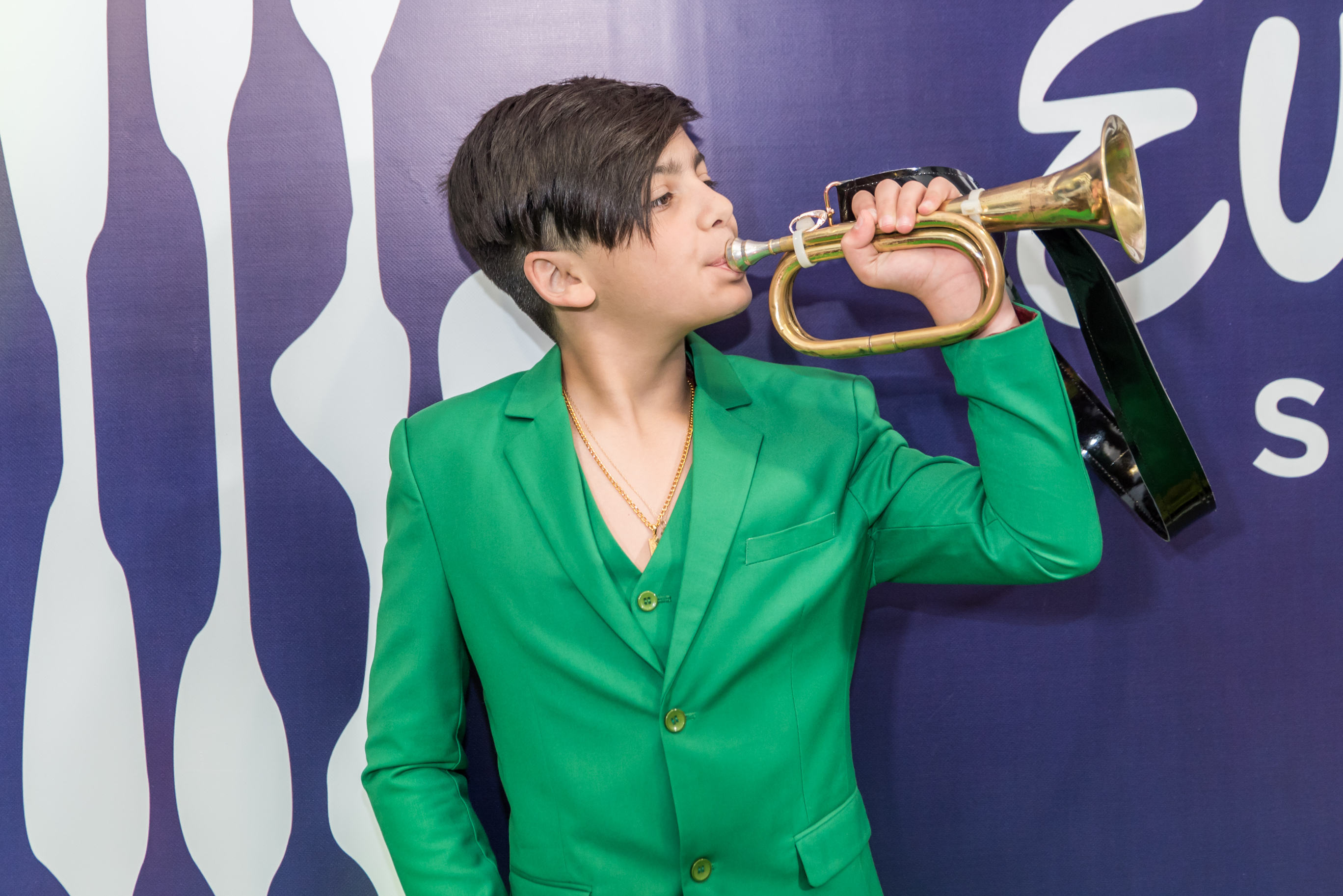
L.E.V.O.N в Мінську (2018)

У 2020 році Вірменія офіційно підтвердила свою участь, проте пізніше вперше в історії відмовилася від Дитячого Євробачення. Це сталося через політично-соціальну кризу, що виникла після військової активізації Карабаського конфлікту. Проте вже 2021 року країна знову повернулася на конкурс та здобула на ньому свою другу перемогу завдяки співачці Maléna з піснею «Qami Qami». 2022 року Дитяче Євробачення пройшло у Єревані, столиці Вірменії.

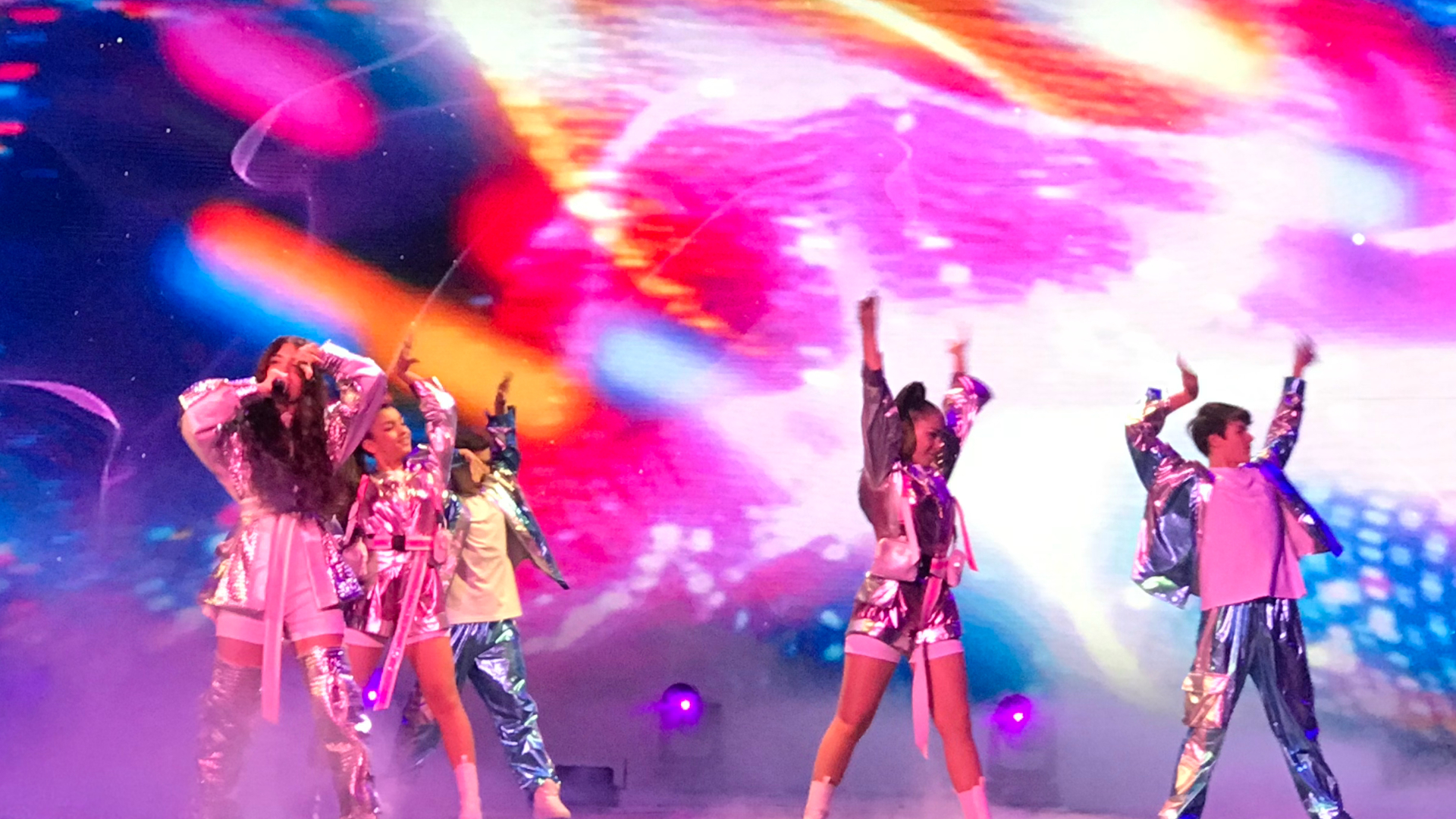
Виступ Малени в Парижі (2021)

У 2022 та 2023 роках країна залишилася у трійці найкращих — з 2 та 3 місцями відповідно. Як Наре Газарян, так і Yan Girls посіли свої позиції зі 180 балами.
Загалом Вірменія є однією з найуспішніших країн на Дитячому пісенному конкурсі Євробачення й ніколи не посідала місця за межами десятки найкращих.

## Учасники
Умовні позначення
     Переможець
     Друге місце
     Третє місце
| Рік  | Місце проведення | Учасник             | Пісня                                                  | Місце                  | Бали                   |
| ---- | ---------------- | ------------------- | ------------------------------------------------------ | ---------------------- | ---------------------- |
| 2007 | Роттердам        | Arevik              | «Erazanq»(Երազանք) «Мрія»                              | 2                      | 136                    |
| 2008 | Лімасол          | Моніка Манучарова   | «Im Ergi Hnchyune»(Իմ Երգի Հնչյունը) «Звук моєї пісні» | 8                      | 59                     |
| 2009 | Київ             | Луара Айрапетян     | «Barcelona»(Բարսելոնա) «Барселона»                     | 2                      | 116                    |
| 2010 | Мінськ           | Володимир Арзуманян | «Mama» (Մամա) «Ненька»                                 | 1                      | 120                    |
| 2011 | Єреван           | Даліта              | «Welcome To Armenia» «Ласкаво просимо до Вірменії»     | 5                      | 85                     |
| 2012 | Амстердам        | Compass Band        | «Sweetie Baby» «Миле дитя»                             | 3                      | 98                     |
| 2013 | Київ             | Моніка              | «Choco Factory» «Шоколадна фабрика»                    | 6                      | 69                     |
| 2014 | Марса            | Бетті               | «People Of The Sun» «Люди Сонця»                       | 3                      | 146                    |
| 2015 | Софія            | MIKA                | «Love» «Любов»                                         | 2                      | 176                    |
| 2016 | Валетта          | Анаіт і Марі        | «Tarber»(Տարբեր) «Різні»                               | 2                      | 232                    |
| 2017 | Тбілісі          | Міша                | «Boomerang» «Бумеранг»                                 | 6                      | 148                    |
| 2018 | Мінськ           | L.E.V.O.N           | «L.E.V.O.N»                                            | 9                      | 125                    |
| 2019 | Гливиці          | Карина Ігнатян      | «Colours Of Your Dream» «Кольори твоєї мрії»           | 9                      | 115                    |
| 2020 | Варшава          | Maléna              | «Why?» «Чому?»                                         | Х Відмова від участі Х | Х Відмова від участі Х |
| 2021 | Париж            | Maléna              | «Qami Qami»(Քամի Քամի) «Вітер, вітер»                  | 1                      | 224                    |
| 2022 | Єреван           | Наре Газарян        | «Dance!» «Танцюй!»                                     | 2                      | 180                    |
| 2023 | Ніцца            | Yan Girls           | «Do It My Way» «Роблю це по-своєму»                    | 3                      | 180                    |
| 2024 | Мадрид           | Лео                 | «Cosmic Friend» Космічний друг                         | 8                      | 125                    |

### Галерея

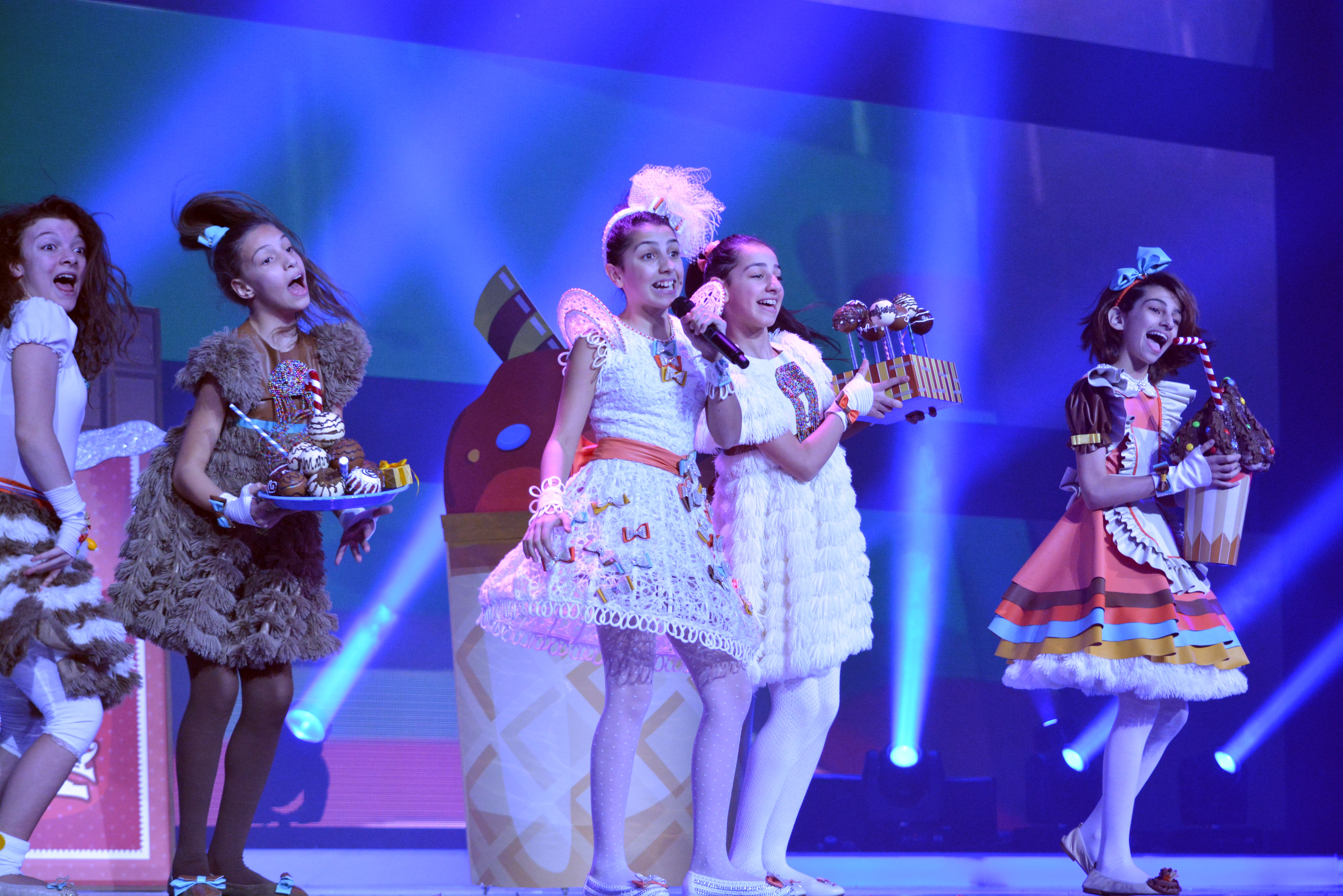
Моніка (2013)
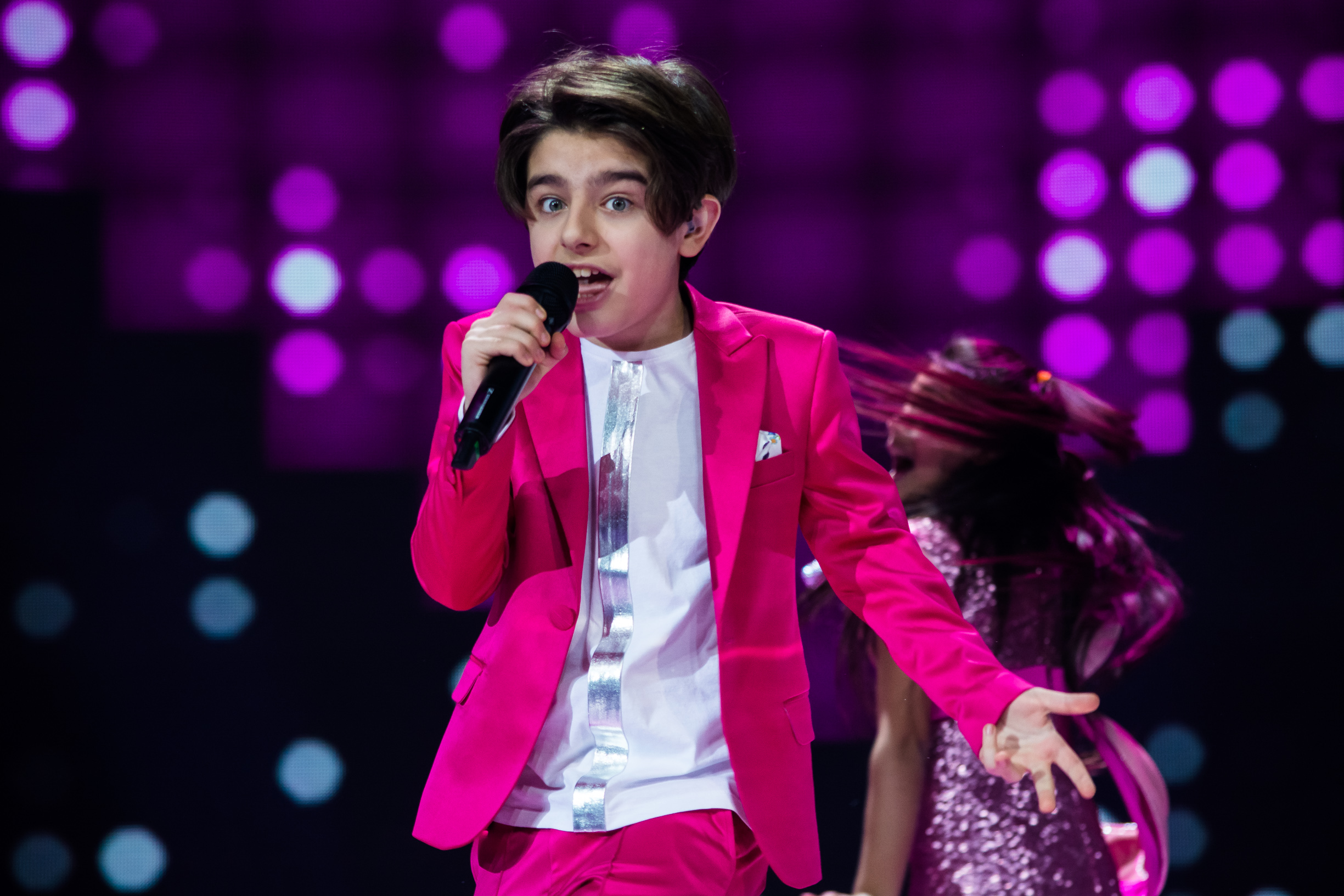
Міка (2015)
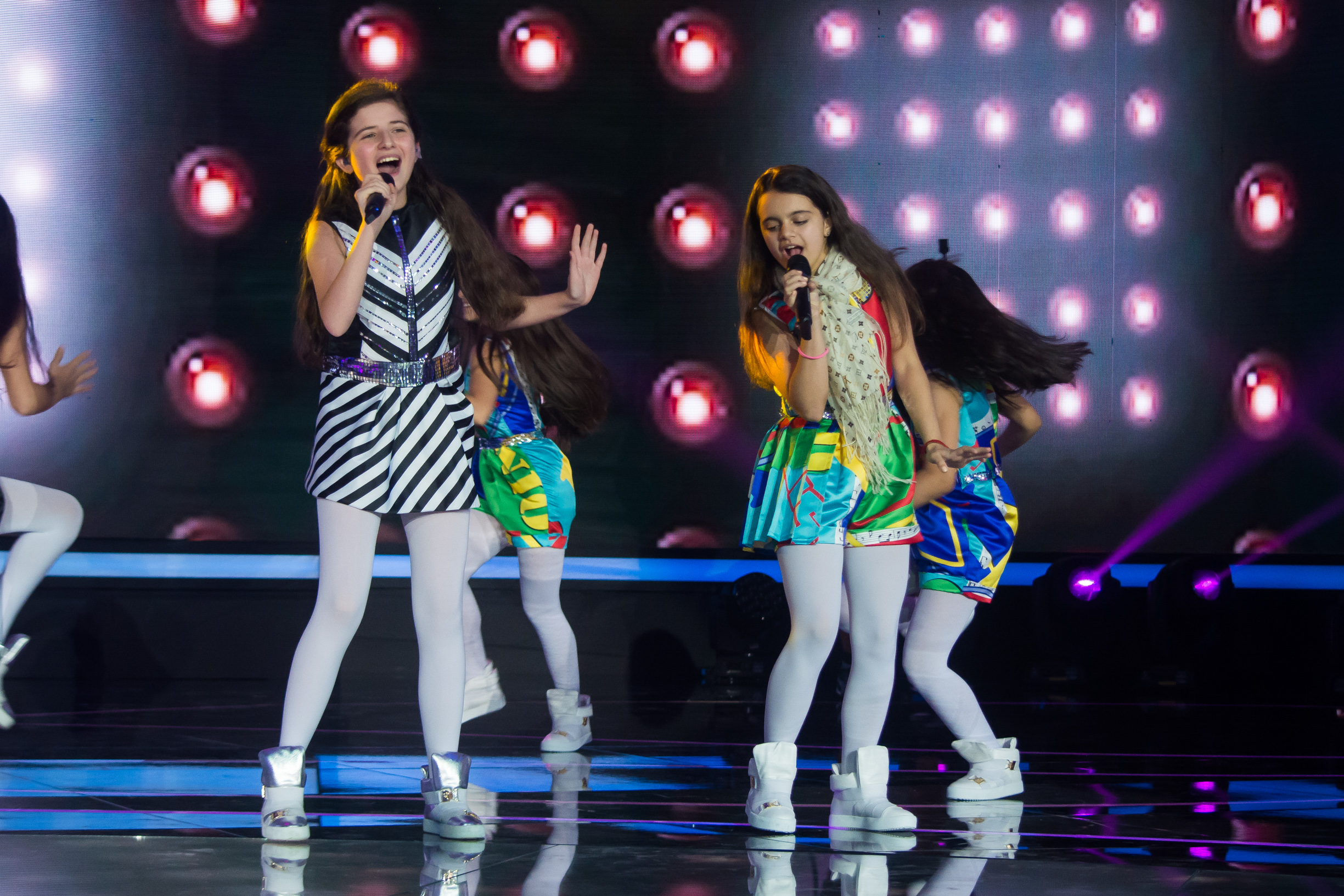
Анаіт і Марі (2016)
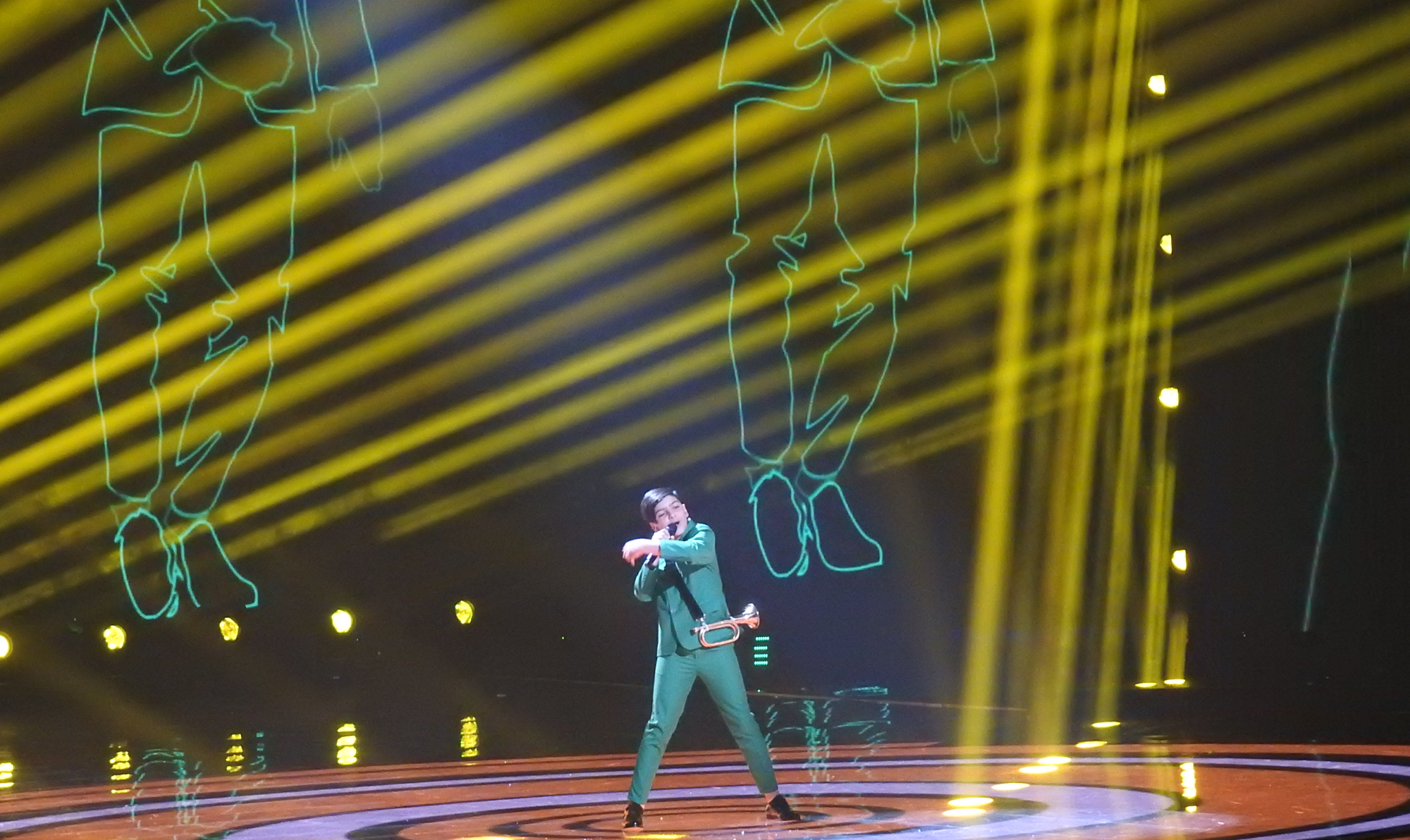
L.E.V.O.N (2018)
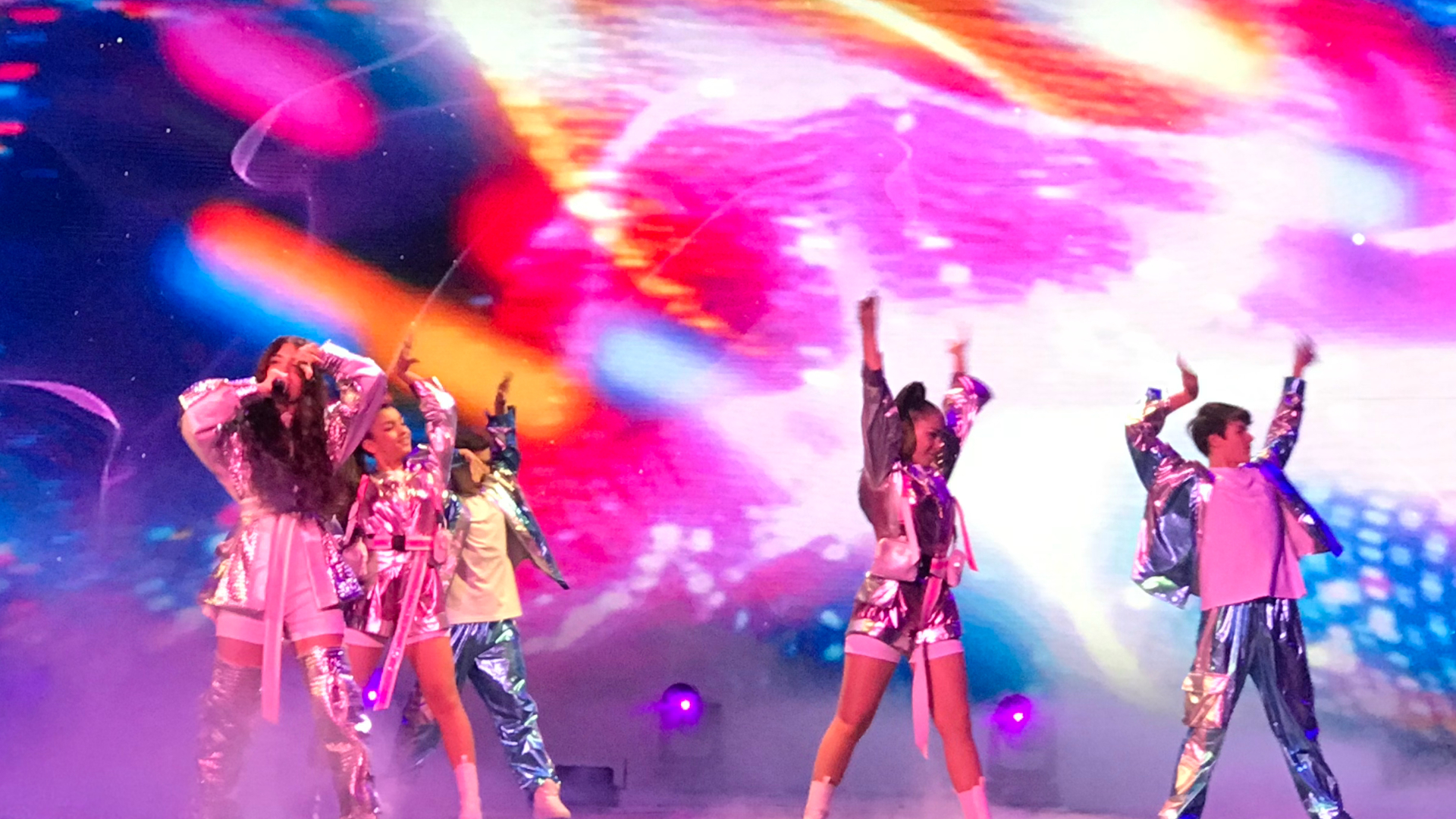
Maléna (2021)
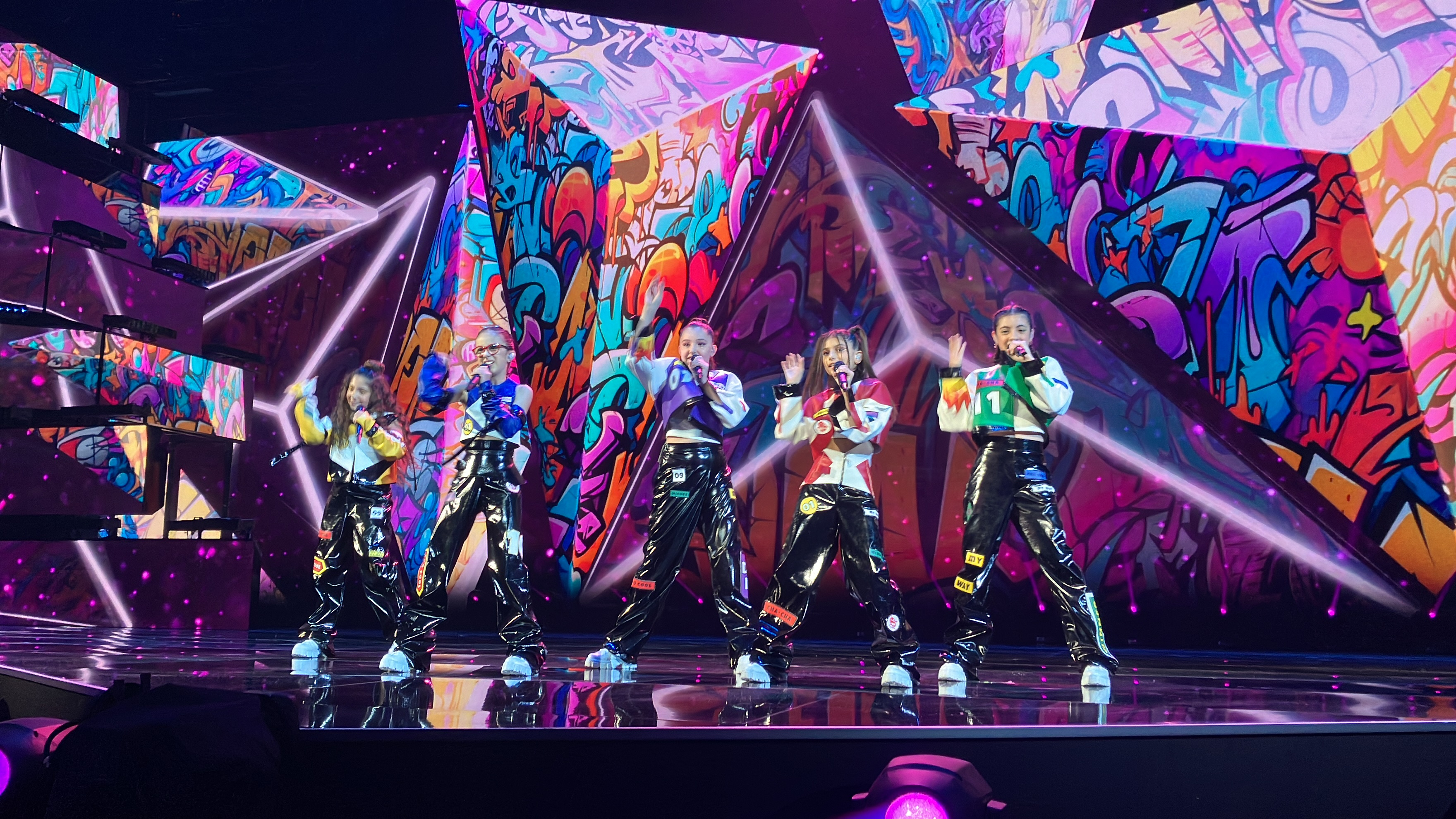
Yan Girls (2023)

## Історія голосування (2007—2024)
| №  | Дано               | Дано | Отримано           | Отримано |
| №  | Країна             | Очок | Країна             | Очок     |
| -- | ------------------ | ---- | ------------------ | -------- |
| 1  | Грузія             | 177  | Грузія             | 158      |
| 2  | Росія              | 129  | Україна            | 138      |
| 3  | Нідерланди         | 95   | Росія              | 132      |
| 4  | Білорусь           | 93   | Нідерланди         | 121      |
| 5  | Мальта             | 82   | Білорусь           | 105      |
| 6  | Україна            | 75   | Мальта             | 99       |
| 7  | Франція            | 42   | Північна Македонія | 89       |
| 8  | Північна Македонія | 35   | Сербія             | 74       |
| 9  | Польща             | 33   | Болгарія           | 64       |
| 10 | Албанія            | 31   | Швеція             | 58       |
| 11 | Болгарія           | 27   | Албанія            | 57       |
| 12 | Італія             | 24   | Бельгія            | 54       |
| 13 | Австралія          | 23   | Кіпр               | 54       |
| 14 | Іспанія            | 21   | Франція            | 54       |
| 15 | Бельгія            | 17   | Португалія         | 45       |
| 16 | Молдова            | 17   | Польща             | 40       |
| 17 | Швеція             | 17   | Ірландія           | 38       |
| 18 | Кіпр               | 17   | Австралія          | 36       |
| 19 | Сербія             | 15   | Іспанія            | 36       |
| 20 | Велика Британія    | 13   | Німеччина          | 32       |
| 21 | Словенія           | 12   | Італія             | 26       |
| 22 | Казахстан          | 12   | Молдова            | 24       |
| 23 | Португалія         | 8    | Ізраїль            | 24       |
| 24 | Литва              | 6    | Казахстан          | 23       |
| 25 | Сан-Марино         | 6    | Сан-Марино         | 23       |
| 26 | Ізраїль            | 6    | Румунія            | 21       |
| 27 | Німеччина          | 5    | Велика Британія    | 20       |
| 28 | Румунія            | 4    | Словенія           | 18       |
| 29 | Ірландія           | 2    | Естонія            | 18       |
| 30 | Греція             | —    | Греція             | 16       |
| 31 | Латвія             | —    | Чорногорія         | 9        |
| 32 | Хорватія           | —    | Литва              | 7        |
| 33 | Чорногорія         | —    | Латвія             | 6        |
| 34 | Естонія            | —    | Хорватія           | 6        |